# Martirio de San Sebastián (Hans Memling)

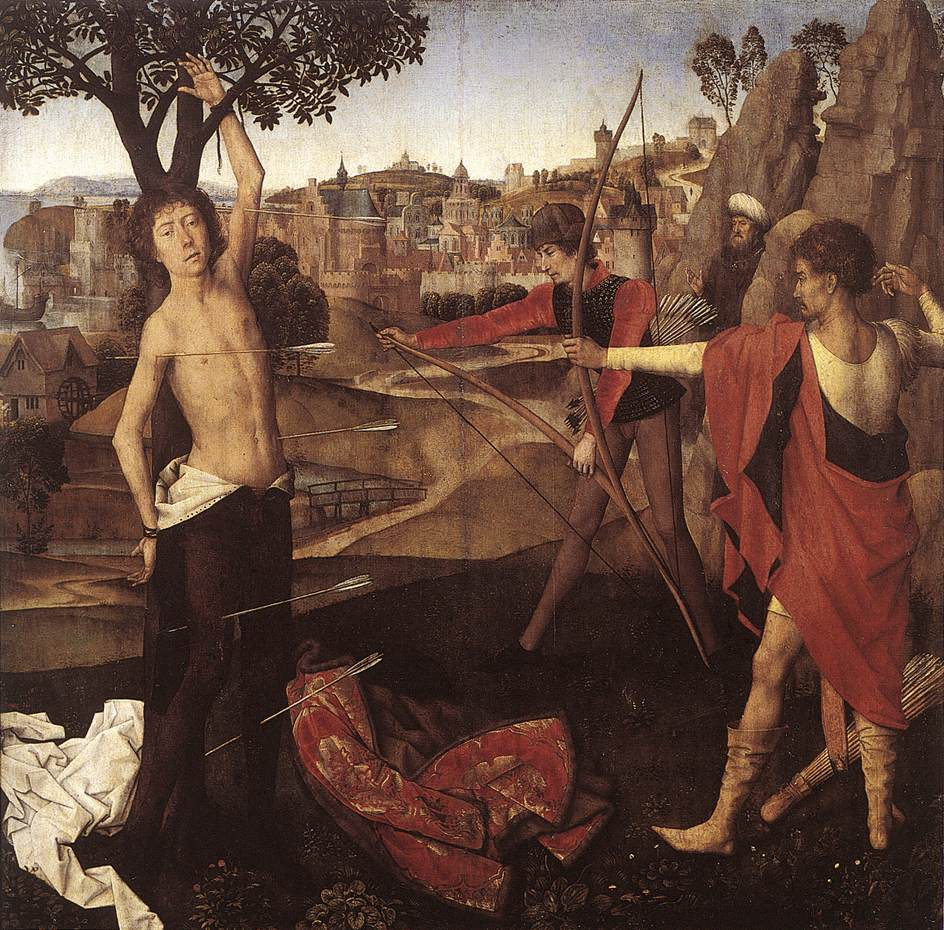
El martirio de San Sebastián, 67,4 cm x 67,7 cm, Hans Memling.

El Martirio de San Sebastián es una pintura al óleo sobre tabla, pintada hacia 1475 por Hans Memling, conservada en el Museo Real de Bellas Artes de Bruselas.
San Sebastián fue un joven guardia pretoriano que ayudó y ocultó cristianos durante la persecución de Diocleciano, se negó a abjurar de su fe y fue ejecutado por asaetamiento en el Campo de Marte. Dejado por muerto, sin embargo sobrevivió y fue recogido y cuidado por la viuda Irene. Recuperado, regresó a palacio para recriminar al emperador su actitud ante los cristianos, siendo entonces enviado al martirio en el Coliseo.
Memling sitúa la escena del asaetamiento ante una ciudad portuaria; entre las rocas a la derecha, el emperador Diocleciano asiste a la ejecución. Como suele ocurrir, los arqueros están demasiado cerca del ajusticiado, uno de ellos está preparando el arco. Sebastián aparece maniatado a un fino árbol, desnudo de cintura para arriba, con su jubón largo brocado y camisa a sus pies. A pesar de tener cinco flechas clavadas en su cuerpo, no muestra ningún gesto de dolor, mirando sereno al espectador. Con ello, el artista parece querer trasmitir el triunfo de la fe, sin dramatismos. Además, las flechas que perforan sus cuatro extremidades y su costado aluden a las Cinco Llagas de Cristo.
En la Edad Media, la flecha se convirtió en símbolo de la peste, que se creía también se expandía veloz por el aire, por lo que San Sebastián se convirtió en venerado protector contra ella. La postura del santo, con un brazo a lo largo del cuerpo y el otro alzado por encima de la cabeza, es similar a la de su figura que acompañaba las oraciones contra la plaga en grabados alemanes.